# Gymnothorax maderensis
Gymnothorax maderensis (лат.) — вид лучепёрых рыб из семейства муреновых (Muraenidae). Распространены в Атлантическом океане. Морские придонные рыбы. Максимальная длина тела 100 см.

## Описание
Тело удлинённое, мускулистое, умеренно сжатое с боков, без чешуи. Голова с несколько приподнятой затылочной областью. Задняя ноздря в виде простой поры без трубки, расположена над передним краем глаза. Челюсти не изогнуты дугой, смыкаются полностью или с небольшим зазором; при закрытом рте зубы не видны. Края зубов на обеих челюстях с сильными зазубринами, зубы расположены в один ряд. Спинной и анальный плавники слиты с хвостовым и покрыты толстой кожей. Спинной плавник начинается на голове перед жаберными отверстиями за начальными порами боковой линии. Грудные и брюшные плавники отсутствуют. Позвонков 149—158.
Тело зелёного или желтовато-зелёного цвета. После фиксации цвет изменяется на желтоватый, светло- или тёмно-коричневый. Голова более бледная. Тело и голова покрыты мелкими точками и сетчатым рисунком, точки мельче и расположены ближе друг к другу на голове, более крупные на теле и плавниках. Плавники с желтоватыми краями.
Максимальная длина тела 100 см.

## Ареал и места обитания
Распространены в Атлантическом океане. Восточная Атлантика: от Мадейры и Канарских островов до Бенина. Западная Атлантика: от Северной Каролины до Кюрасао, включая Мексиканский залив, Карибское море, Бермудские острова. Морские придонные рыбы. Обитают среди скалистых и коралловых рифов на глубине от 80 до 284 м.